# 肯頓 (新澤西州)
肯頓是美国新泽西州康登縣的縣治。根據2010年人口普查，本鎮共有人口77,344人，相對2000年來說下降了2,560人，即下跌了3.2%。而2000年的人口相對1990年來說亦下降了7,588人，即下跌了8.7%。肯頓於2010年是新澤西州人口第12多的城鎮。
肯頓於1828年2月13日成立，其中包括部分今天已经不存在的牛顿镇。於1844年3月13日，肯頓成為康登縣的城市。当时这个地方还属于格洛斯特縣。1844年3月13日肯顿成为新设立的肯顿县的一部分。
於2012年10月29日，美國聯邦調查局宣佈肯頓是美國人口超過50,000人的城市中暴力犯罪率最高的城市。於2008年，肯頓的暴力犯罪率為2,333：100,000，而美國平均暴力犯罪率僅為455：100,000。

## 历史

### 早期历史
1626年荷兰西印度公司建造了拿騷堡，这是欧洲人首次试图在今天肯顿的地方定居。最早欧洲人在这里的活动集中在特拉华河两岸。荷兰和瑞典在这里竞争对当地贸易的控制。17世纪里欧洲人不断涌入，继续发展这个地方。尤其1682年建立的貴格會殖民地费城的发展迅速。很快费城就吸引了西泽西和肯顿的贸易。为了使得泽西的人能够渡河来贸易，河上建立了许多摆渡船。

### 1800年后

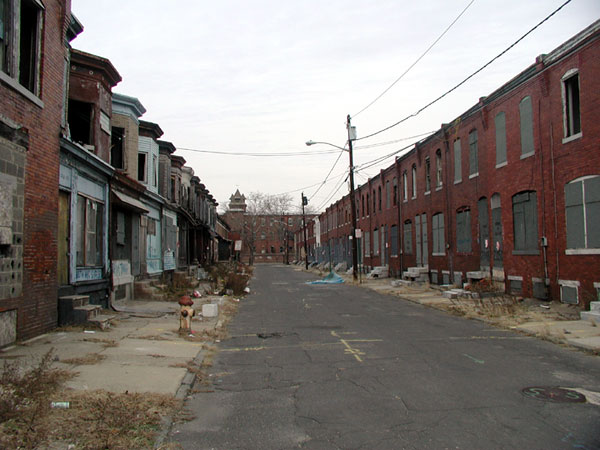
肯頓市的衰退街道，該市評比為美國最糟城市和都市衰退範例

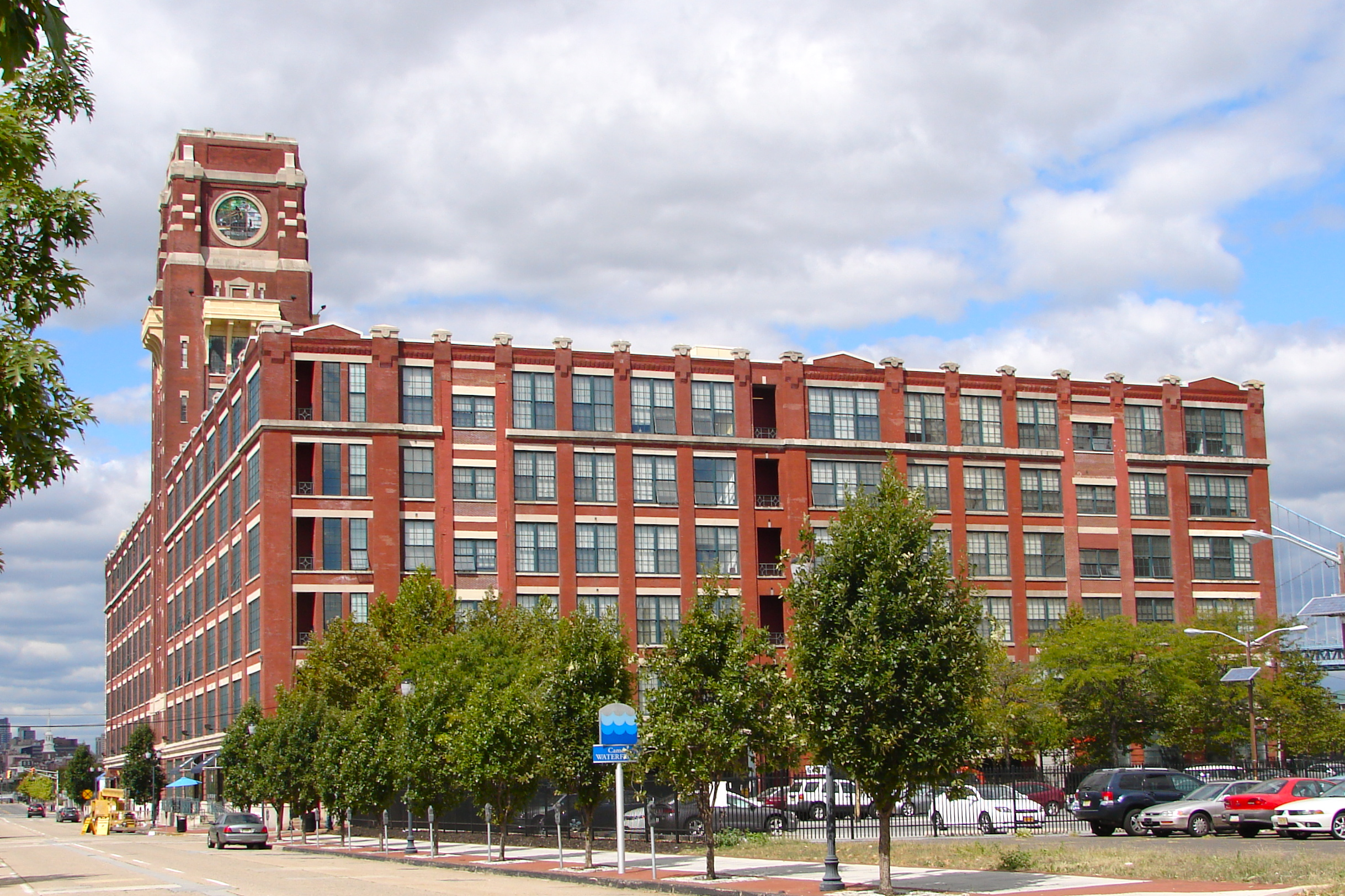
1916落成的Nipper大樓

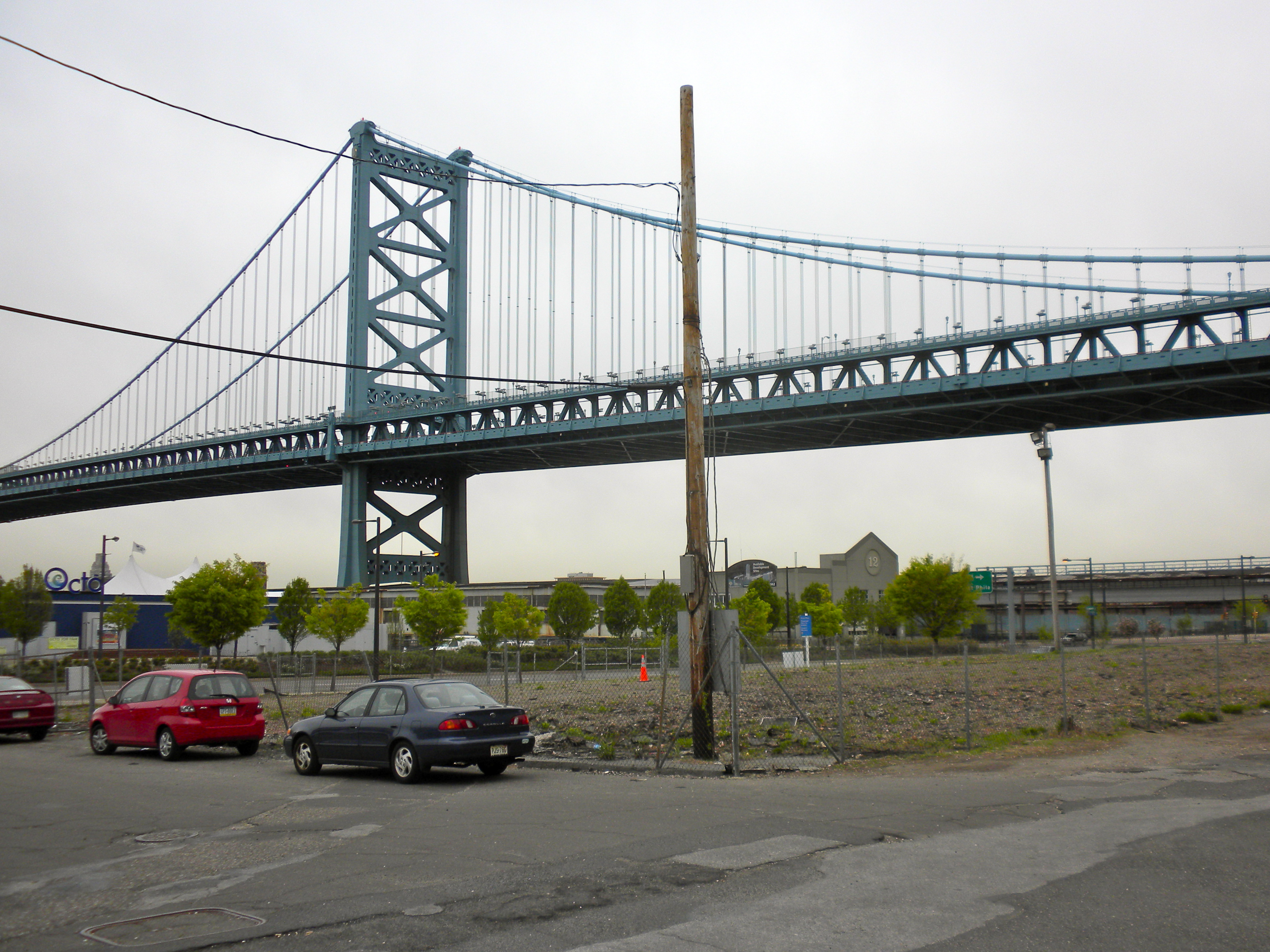
連接肯頓的本杰明·富兰克林大桥

有150多年的时间里肯顿是费城地区的一个二级经济和运输中心。但是在19世纪初这个角色开始变化。美国最早的铁路之一是在这里建造的。这条铁路使得纽约与费城之间的旅客可以在肯顿和南安博伊这两个渡口车站间有铁路相连。肯顿的车站位于特拉华河畔，旅客在这里下车，然后摆渡过河。这条铁路的建成为肯顿的人口和经济发展带来了巨大的推动。
肯顿从费城边上的一个渡口小镇发展为一个城市，工业和居民区均得到发展。在对工业产品需求高的时候肯顿发展迅速，在经济萧条时肯顿也受到打击。
与许多美国城市一样在20世纪里肯顿的工业生产减少，许多居民迁走。目前肯顿三个最大的经济支柱是政府、教育和保健机构。但是大多数职工住在附近的郊区，在肯顿工作。滨河地带和一些直接与费城相连的区有所恢复。

## 工业史
从1901年至1929年肯顿是勝利留聲機公司的总部。此后是其后继RCA勝利公司的总部。RCA勝利公司是20世纪前三分之二时间里世界上最大的留声机和黑膠唱片公司制造商。他拥有美国最早的录音工作室。恩里科·卡鲁索等人在这里录过音。1986年通用电气把RCA买下来了。
1992年新泽西州政府与通用电气达成协议，保证通用电气不关闭肯顿的工厂。为此新泽西州政府将在原金宝汤公司的场地上建造一座高科技工厂，然后用它与通用电气交换现有的工厂建筑。后来这个新的高科技建筑被卖给马丁·玛丽埃塔。1994年马丁·玛丽埃塔与洛克希德合并为洛克希德·马丁。1997年洛克希德·马丁把肯顿的工厂卖给了新成立的L-3通信综合系统公司。
著名的大厦高塔的窗户上标有RCA闻名的“他的主人的声音”的商标。这栋大厦被修理后改建为豪华宿舍。八号建筑则要被改造为豪华公寓。这两个项目都是由一个费城建筑公司进行的。将工业建筑改造为豪华民用建筑是该公司的专长。二号建筑今天是肯顿市教育局。
从1899年至1967年紐約造船廠的总部在肯顿。在其顶峰期，在第二次世界大战中它是世界上最大和产量最高的造船厂。在该厂下水的著名海军舰只包括命运不佳的印第安納波利斯號重型巡洋艦和小鷹號航空母艦。1962年世界上第一艘民用核动力舰只薩瓦那號是在肯顿下水的。第一次世界大战时美国联邦政府为纽约造船公司的工人建造了一个欧洲式的花园市区，即今天的好景区（Fairview Village）
在肯顿顶峰时期有一万名左右工人，纽约造船公司还有四万名左右工人。的25个厂中有23个在肯顿。此外金宝汤公司也是个大雇主。1969年肯顿由于城市衰败、高速公路的建造以及种族之间的关系紧张已经有25年的时间失去就业率和人口了。
杰斐逊·考伊在他的著作《资本流动》中提到在1920年代里肯顿是“共和党的堡垒”，随着工业的萧条共和党的力量在肯顿也下降。
肯顿位于特拉华河上，大西洋的船只可以一直开到肯顿的港口。该港口主要装卸散装货和散杂货。目前港口有两个码头。每年处理数百国际和国内船只的装卸。

## 犯罪率
根据美国联邦调查局的数据肯顿是美国2002年第三危险的城市，2004年和2005年是美国最危险的城市。其中“最危险的城市”是按照六种罪行的统计数据来测定的：谋杀、强奸、抢劫、严重伤害、夜盗和偷车。
市议会成员阿里·斯洛安-埃尔（Ali Sloan-El）在评论2003年统计数据时说肯顿的高犯罪率是由于城市内的贫困率太高了。据美国人口统计数据市内三分之一的人生活在贫困线下。
2005年肯顿市内的凶杀案急速下降，降低到34起，比2004年少15起。尽管如此肯顿的凶杀案比例依然高于美国平均。2006年凶杀案数字又提高到40起。各項數據顯示肯顿依然是美国最危险的城市之一。
前市长密尔顿·米兰（Milton Milan）与黑社會的关系臭名昭著。2001年6月15日米兰因15起贪污罪被判七年徒刑，在这些罪行中包括从一名贩毒犯手中收受6.5万美元的賄賂。
2004年摩根-奎特诺公司把肯顿列为354个受评比的城市中“美国最危险的城市”，一年前它还列第三名。2005年它又被列为369个被评比的城市中最危险的城市。底特律和圣路易斯分别排第二和第三名。2006年肯顿在371个城市中排第五名。
肯顿市内有一座州立监狱。

## 政府
在历史上肯顿一向是民主党的据点。但是参选率非常低，在2005年的选举中只有19%的选民投票。

### 地方政府

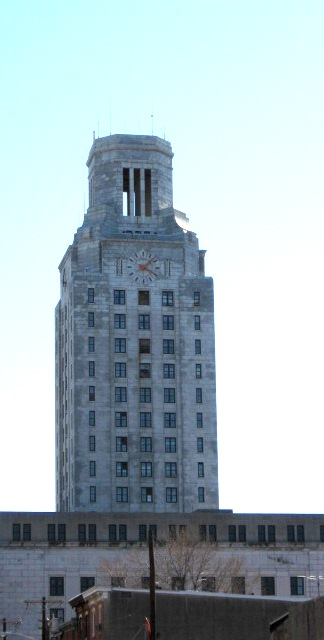
1931年启用的肯顿市政大厦

从1961年7月1日开始肯顿使用市长议会的政府形式。市议会由七名成员组成，他们全部是被选举出来的。1994年市政府进行改革来适合市民要求的改变。城市被分为四个选区，每个选区选出一名议会成员。1995年选举由党人选举改为非党人选举。
肯顿现任市长是格温多琳·费森（Gwendolyn Faison），她是反对非法拥枪市长联盟的成员。这是一个由共和党和民主党组成的组织，其目的在于“禁止在街道上带非法枪支，使得公共场所更安全”。

### 联邦、州和县代表
肯顿属于第一众议院选区和第五新泽西州州议员选区。

## 地理
肯顿的座標為39°56′12″N 75°06′24″W / 39.936787°N 75.106644°W（39.936787,-75.106644）。根據2000年人口普查，本城面積為10.341平方英里（26.78平方），其中8.921平方英里（23.11平方）為陸地，1.420平方英里（3.68平方）為水域，占总面积的15.03%。
肯顿周边的城镇有科林斯伍德、格洛斯特、海顿、品萨肯和。
美国第一座按照计划设立的居民区位于肯顿。它是受在当时英国流行的花园城运动影响设计的。

## 人口
| 调查年         | 人口    | 备注   | %±     |
| -------------- | ------- | ------ | ------ |
| 1840           | 3,371   |        | —      |
| 1850           | 9,479   |        | 181.2% |
| 1860           | 14,358  |        | 51.5%  |
| 1870           | 20,045  |        | 39.6%  |
| 1880           | 41,659  |        | 107.8% |
| 1890           | 58,313  |        | 40.0%  |
| 1900           | 75,935  |        | 30.2%  |
| 1910           | 94,538  |        | 24.5%  |
| 1920           | 116,309 |        | 23.0%  |
| 1930           | 118,700 |        | 2.1%   |
| 1940           | 117,536 |        | −1.0%  |
| 1950           | 124,555 |        | 6.0%   |
| 1960           | 117,159 |        | −5.9%  |
| 1970           | 102,551 |        | −12.5% |
| 1980           | 84,910  |        | −17.2% |
| 1990           | 87,492  |        | 3.0%   |
| 2000           | 79,318  |        | −9.3%  |
| 2006年估计     | 80,010  | [ 38 ] |        |
| 历史数据来源： |         |        |        |

根据2000年的人口普查肯顿共有居民79,904人，分24,177个户，17,431个家庭。市内人口密度为每平方公里3,497.9人。
其中非裔美国人占53.35%、白人占16.85%、亚裔美国人占2.45%、美洲土著人占0.54%、太平洋土著人占0.07%、其他人种占22.83%。3.92%的人是混血儿。西班牙裔或其它拉丁美洲裔的人占38.82%，外国人占8.9%，不是西班牙裔的白人只占7.1%。
市内的24,177个户中42.2%有18岁以下的未成年人、26.1%是结婚夫妇、37.7%是带孩子的单身妇女、27.9%不是家庭、22.5%是单身汉、7.8%有65岁以上的老年人。平均每户3.12人，每个家庭3.62人。
城市的人口结构为34.6%在18岁以下、12.0%在18至24岁之间、29.5%在25至44岁之间、16.3%在45至64岁之间、7.6%在65岁以上。平均年龄为27岁。女子对男子的性别比为100：94.3，成年人的性别比为100：90.0。
35.5%的居民和32.8%的家庭生活在贫困线以下，其中包括45.5%的未成年人和23.8%的老年人。
根据美国人口调查局2006年数据44%的居民生活贫困，这是美国比率最高的城市。每户的平均收入仅18,007美元，是美国人数在6.5万人以上的城市中最低的。因此肯顿是美国最穷的城市。
2000年28.85%的居民自称是波多黎各裔，这是美国本土上波多黎各人第三多的城市，仅次于霍利奥克和哈特福。

## 交通
新泽西公共交通公司的沃尔特兰德航运中心位于马丁·路德·金大街和百老汇交叉处。它不仅是新泽西运输系统和灰狗巴士的一个枢纽，而且还是一个轻轨车站。
港务运输公司的轻轨运输提供定点通往费城肯顿县东郊区的运输。
沃尔特兰德航运中心的轻轨系统有定点通往肯顿以北的铁路交通。
新泽西运输系统的公车通往费城和大西洋城。
676号州际公路通过肯顿。

## 河滨

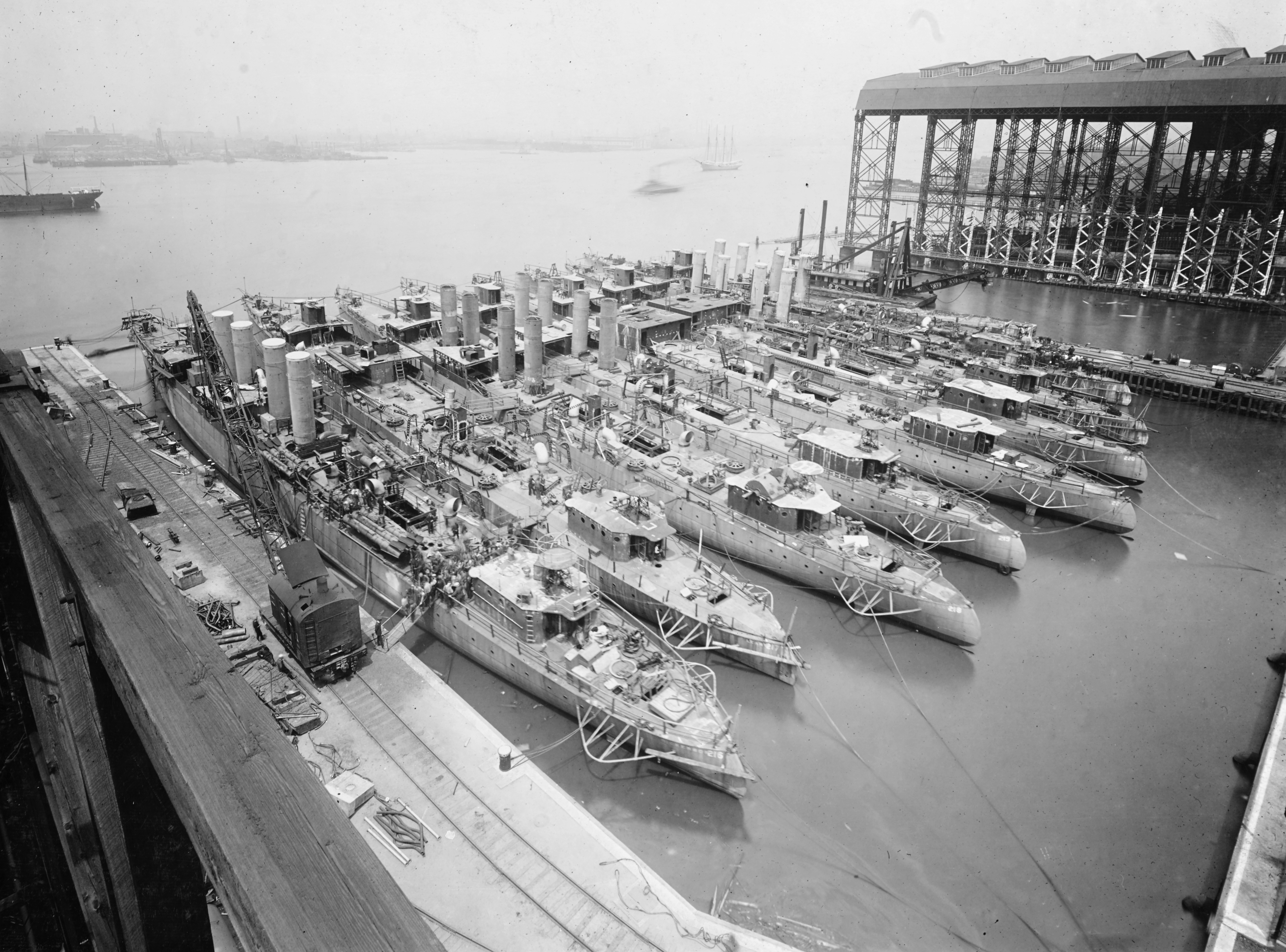
二戰時期肯頓造船廠

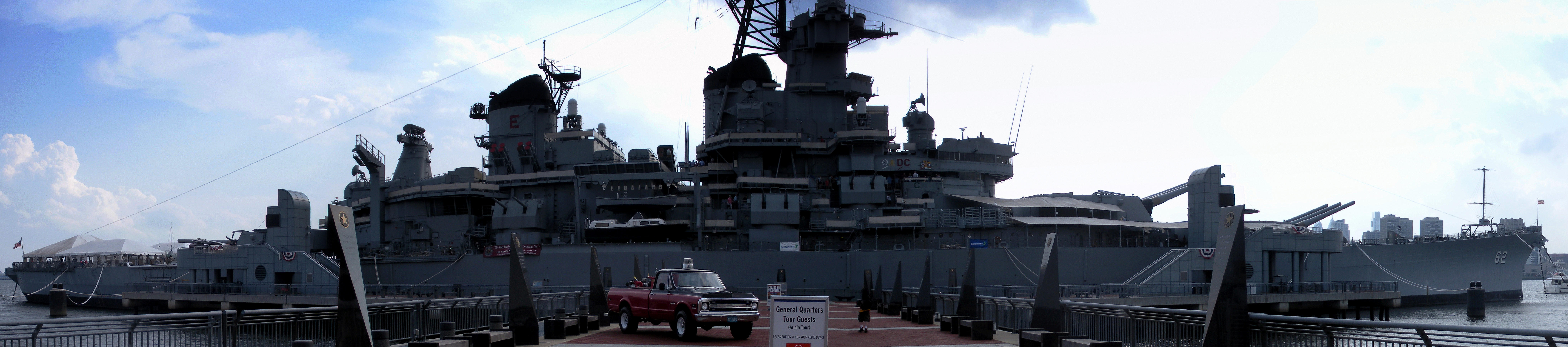
新泽西号战列舰

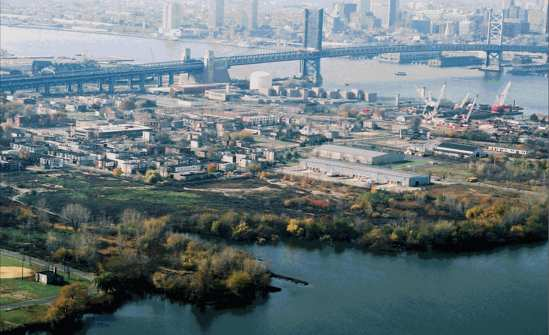
肯頓市

肯顿的名胜之一是它的特拉华河河滨。这里的四个最重要的景点是新泽西号战列舰、沙士克哈纳银行中心、肯普贝尔棒球场和冒险水族馆。
冒险水族馆于1992年作为新泽西州立水族馆开放，2005年大规模整修后重新开放并改名。该水族馆是肯顿最初打算重新复苏其市中心计划的中心项目之一。
沙士克哈纳银行中心是一个1995年开放的有2.5万座位的露天音乐场。
肯普贝尔棒球场于2001年开放，是美國職棒小聯盟成员肯顿河鲨队和罗格斯大学肯顿分校棒球队的主场。
新泽西号战列舰是一艘美国海军从1943年至1991年断续使用的战列舰，曾经参加第二次世界大战、朝鲜战争和越南战争。2001年它被当作博物馆开放。
此外河滨还有其它许多公园、博物馆、艺术馆等。
新泽西运输系统有两条轻轨通到河滨。

## 商业

### 市区企业区
肯顿有些市区被定为城市企业区。区内除有促进雇佣的好处外商店可以免3.5%增值税。

### 再发展
在过去几十年中肯顿始终试图重新发展。21世纪初又有新计划出现。金宝汤公司计划在它总部周围进行小规模地再发展，包括扩大其总部。一些大厦打算改建为公寓和商业用房。

## 教育
肯頓的公共学校组织在肯頓市公共学校系统中。
天主教肯顿教省在肯顿开有五座小学。
罗格斯大学和罗文大学在肯顿有分校，这两所均是公费学校。此外肯顿县高专的三个校园中的一个在市区。
在物理创伤方面有名的库珀大学医院位于肯顿。

## 体育
肯顿有一个参加美國職棒小聯盟的棒球队，肯顿河鲨。

## 名人
以下为一些名人：
- 多诺文·达瑞斯（1975年—）橄榄球运动员
- 雷切尔·道森（1985年—）曲棍球运动员
- 安德丽·德沃金（1946年—2005年），作家，女权运动家
- 特克·麦克布莱德（1985年—）橄榄球运动员
- 巴迪·罗杰斯（1921年—1992年）摔跤运动员
- 塔莎·史密斯（1971年—）演员
- 达胡安·瓦格纳（1983年—）篮球运动员
- 沃尔特·惠特曼（1819年—1892年），诗人，记者
- 菲尔·齐默曼（1954年—）信息学家